# EWTN Deutschland
EWTN Deutschland (offiziell EWTN TV, zur Unterscheidung vom internationalen Programm auch „EWTN katholisches Fernsehen weltweit“) ist die deutsche Ausgabe des religiösen Fernsehsenders EWTN (Eternal Word Television Network) mit Hauptsitz in Irondale bei Birmingham (Alabama) in den Vereinigten Staaten. Der Programmveranstalter des deutschsprachigen Programms hat seinen Sitz seit 2016 in der Hansestraße 85 in Köln und sendet seit 2011 ein 24-Stunden-Programm in deutscher Sprache. EWTN finanziert sich über Spendeneinnahmen. Zum Zielpublikum des Senders gehören hauptsächlich engagierte Kirchenmitglieder aus konservativ-traditionellen Milieus.

## Geschichte
Nachdem EWTN bereits im englisch- und spanischsprachigen Bereich vertreten war, erteilte die Klarissin Mutter Angelica, Gründerin von EWTN, im Jahr 2000 dem Deutschen Martin Rothweiler den Auftrag, EWTN in Deutschland aufzubauen. In Deutschland hat die gemeinnützige EWTN-TV gGmbH im Juli 2000 die Arbeit aufgenommen, aber noch nicht in eigener Verantwortung gesendet. Im Oktober 2000 gingen die ersten deutschsprachigen Produktionen in Europa auf Sendung. Das Programm wurde von der Muttergesellschaft EWTN, Inc. auf Grundlage einer Lizenz der britischen Regulierungsbehörde Office of Communications, ausgestrahlt, mit der ein Programm auch in Deutschland gesendet werden konnte. Der Anteil der deutschen Sendungen wurde kontinuierlich ausgebaut. Im August 2016 erhielt der Sender von der Landesanstalt für Medien Nordrhein-Westfalen (LfM) die deutsche Sendelizenz.

## Programm
Seit 2011 sendet EWTN ein 24-Stunden-Programm in deutscher Sprache. Mittlerweile hat EWTN Deutschland einen Personalstand von zwölf Mitarbeitern (Stand 2018). Das Programm besteht aus christlicher Bildung und Lebenshilfe, Talksendungen, Dokumentar- und Spielfilmen, Kinder- und Jugendprogrammen, Nachrichten und Live-Übertragungen aus dem Vatikan und von den apostolischen Reisen des Papstes. Wöchentlich wird das Nachrichtenmagazin Vaticano aus Rom ausgestrahlt. In Kooperation mit dem Domradio überträgt EWTN täglich die Heilige Messe aus dem Kölner Dom. An jedem zweiten Mittwoch im Monat wird zudem die Heilige Messe aus dem Dom St. Martin (Diözese Rottenburg-Stuttgart) gesendet. Aus dem Marienwallfahrtsort Kevelaer überträgt EWTN an jedem Samstagabend die Vorabendmesse. Seit 2018 bietet der Sender monatlich eine eigene „EWTN-Messe“ an. 
Unter anderem gestalten der Psychiater, Theologe und Schriftsteller Manfred Lütz sowie der Autor und Vatikanjournalist Paul Badde Sendungen für EWTN. Auch der Philosoph Jörg Splett hat eine eigene Sendung.
Der Sender hatte 2017 laut M. Rothweiler über 100.000 regelmäßige Zuschauer mit steigender Tendenz. Er wird durch die Spenden seiner Zuschauer finanziert und erhält keine Förderung aus der Kirchensteuer. Zudem wurde eine gemeinnützige EWTN-TV Stiftung gegründet.

## Empfang
- Astra in SD: EWTN in deutscher Sprache ist seit dem 8. Dezember 2011 unter der Senderkennung EWTN katholisches TV über den ASTRA-Satelliten (19,2° Ost), Frequenz 12.460 MHz (horizontal), auf Sendung.
- Astra in HD: Seit dem 1. Januar 2025 ist unter der Senderkennung EWTN katholisches TV HD über den ASTRA-Satelliten (19,2° Ost), Frequenz 12.663 MHz (horizontal) EWTN auch hochauflösend in HD auf Sendung.
- Kabelnetz: EWTN wird von einigen regionalen Kabelnetzbetreibern eingespeist.
- Internet: Über Homepage von EWTN TV kann der Livestream abgerufen werden.

## Bekannte Mitarbeiter und Moderatoren
- Martin Rothweiler, Geschäftsführer und Programmdirektor
- Michael Warsaw, Geschäftsführer in Deutschland[11] und gleichzeitig Chairman of the Board sowie Chief Executive Officer des Muttersenders EWTN[12]
- Christina Link-Blumrath, Redakteurin
- Robert Rauhut, Redakteur
- Rudolf Gehrig, Journalist und Fernsehmoderator
- Manfred Lütz, Moderator[13]

## Sonstiges
- Zum Mediennetzwerk von EWTN gehört auch die Catholic News Agency (CNA). Die deutschsprachige Ausgabe heißt CNA Deutsch und wird von Anian Christoph Wimmer geleitet.[14]
- Von 2015 bis 2016 befanden sich die Büroräumlichkeiten von EWTN Deutschland im selben Gebäude wie das Studio 449 und die Redaktionsräume des Entertainers Harald Schmidt in der Schanzenstraße im Kölner Stadtteil Mülheim.